# Ислям I Герай
Исля́м I Гера́й (Гире́й; крым. I İslâm Geray, ١ اسلام كراى‎; 1517(?) — январь 1537) — хан Крыма на протяжении пяти месяцев в 1532 году. Сын крымского хана Мехмеда I Герая. Крымский калга (1526—1528, 1532—1535). Вел длительную борьбу за ханский престол со своими дядями Саадет Гераем и Сахиб Гераем.
Встречающиеся в литературе варианты написания имени: Ислям I Гирей, Ислям I Гирай, Ислам Гирей I.

## Биография
В марте 1523 года под Астраханью ногайские мурзы Мамай и Агиш умертвили крымского хана Мехмед Герая и калгу Бахадыр Герая, отца и старшего брата Ислям Герая. В Крым смогли вернуться только царевичи Газы Герай и Баба Герай вместе с пятьюдесятью мурзами. В конце марта заволжские татары и ногайцы ворвались в Крым, опустошая и разоряя татарские улусы. Крымские князья Мемеш-мурза Ширин и Девлет-Бахты Барын собрали 12-тысячное войско и выступили против ногайцев, но в битве под Перекопом потерпели поражение. Во время вторжения ногайцы захватили в плен царевича Ислям Герая. В ноябре 1523 года крымские князья провозгласили новым ханом Газы Герая, старшего из оставшихся в живых сыновей убитого Мехмед Герая. Крымский хан Газы I Герай объявил калгой своего брата Баба Герая. Однако Газы Герай занимал ханский престол только шесть месяцев.
В 1524 году османский султан Сулейман Великолепный (1520—1566) назначил новым крымским ханом Саадета I Герая, одного из младших братьев Мехмед Герая, длительное время проживавшего в Турции. В апреле Саадет I Герай с турецким отрядом высадился в Крыму и занял ханский престол, приказав умертвить своего племянника Газы Герая. Его братья Баба Герай и Чобан Герай были заключены в темницу.
В 1523/1524 году царевич Ислям Герай вернулся из ногайского плена в Крым. Летом 1524 года Ислям Герай вместе с тремя крымскими царевичами возглавил татарский набег на Великое княжество Литовское. В октябре во время возвращения из похода при переправе через Днепр крымская орда была атакована казацкой флотилией под предводительством Семёна Полозовича и Криштофа Кмитица. Казаки нанесли татарам большой урон.
В том же 1524 году царевич Ислям Герай поднял восстание против власти своего дяди, крымского хана Саадет Герая. Ислям Герай заявлял, что Саадет Герай, став ханом, «зарезал наших братьев, а потом пожелал нас погубить». Саадет Герай говорил, что это Ислям устроил смуту в Крыму по совету неких «лихих людей».
На сторону Исляма перешли многие влиятельные крымско-татарские мурзы, недовольные протурецкой политикой Саадет Герая. После возвращения Ислям Герая из неуданого литовского похода хан приказал его убить. Предупреждённый друзьями, Ислям Герай бежал из Крыма в ногайские кочевья. Под Перекопом он захватили в плен Махмут-Султан, мать Саадет Герая, с её слугами. Ислям Герай с большим войском вступил в Крым и занял столицу Кыркор, где провозгласил себя новым ханом. Низложенный Саадет Герай с небольшой группой сторонников бежал в Перекоп, под защиту турецкого гарнизона. В ноябре 1524 года хан Ислям Герай осадил крепость Перекоп, осада продолжалась три месяца. Во время осады Саадет Герай смог убедить большинство мурз оставить Ислям Герая и перейти на свою сторону. В январе 1525 года Ислям Герай вынужден был бежать из Крыма в ногайские улусы.
Весной 1525 года Ислям Герай с новым войском вторгся в Крым, где разгромил и изгнал из столицы своего дядю Саадет Герая. Ислям Герай также разбил кафского пашу с турецким отрядом (1700 чел.). Ислям Герай вторично занял ханский престол. Осенью того же 1525 года князья Бахтияр-мурза Ширин и Девлет-Бахти Барын выступили против нового хана и изгнали его из Крыма. Ислям Герай бежал в ногайские кочевья.
В начале 1526 года Ислям Герай со своими сторонниками появился под Перекопом. При посредничестве крупных мурз между двумя соперниками, Саадет Гераем и Ислям Гераем, было заключено перемирие. Саадет Герай сохранил за собой ханский престол, назначив своего племянника Ислям Герая калгой-султаном. Ислям Герай получил во владение от своего дяди-хана Очаков (Ак-Чакум) с прилегающей территорией.
Осенью 1527 года калга Ислям Герай возглавил поход на южнорусские земли. Однако московские воеводы собрали большие силы и отразили татарскую орду от берегов р. Оки. Русские конные полки преследовали отступающих татар, нанеся им поражения под Зарайском и на р. Осетр.
В следующем 1528 году калга Ислям Герай возобновил борьбу против своего дяди-хана Саадет Герая. Крымский хан при поддержки турок разгромил своего племянника. В битве погибло много сторонников Ислям Герая, в том числе князь Мемиш-мурза Ширин. Весной 1528 года Ислям Герай, изгнанный из Крыма, прибыл в южные литовские владения, под Черкассы, попросив у великого князя литовского Сигизмунда Старого защиты и помощи.
В том же 1531 году Ислям Герай, скитаясь по ногайским кочевьям, прибыл в Астрахань, где несколько месяцев занимал ханский престол.
В конце 1531 года Ислям Герай со своими сторонниками появился под Перекопом. Его поддерживали ширинские мурзы, которые спаслись от ханской расправы. В феврале 1532 года Ислям Герай вынужден был отступить под Черкассы и Канев, откуда вновь обратился за помощью и поддержкой к великому князю литовскому и королю польскому Сигизмунду Старому.
Весной 1532 года крымский хан Саадет Герай с татарской ордой, турецкими отрядами и пушками предпринял ответный поход на южные польско-литовские владения. Крымская орда осадила крепость Черкассы и в течение тридцати дней пыталась взять её штурмом. Однако литовский гарнизон под командованием старосты черкасского и каневского Евстафия Дашкевича отразил все вражеские приступы. Саадет Герай вынужден был снять осаду и отступить в Крым. Ислям Герай в это время кочевал в степях за Доном.
В мае 1532 года крымский хан Саадет Герай добровльно отказался от престола и уехал в Стамбул. После отъезда Саадет Герая его племянник Ислям Герай прибыл в Крым и провозгласил себя новым ханом. Однако ханский престол в столице он занимал только пять месяцев. Ислям Герай предложил османскому султану Сулейману Великолепному назначить нового крымского хана, но выбор Порты пал не на него, а на его другого дядю, Сахиба I Герая, Ислям Герай был назначен калгой. Вскоре Сахиб Герай с турецким военным отрядом прибыл к границам ханства, где его с почестями встретили все крупные крымские мурзы. Ислям Герай, утверждённый дядей в чине калги, получил во владение Очаков и Перекоп.
В августе 1533 года 40-тысячная крымская орда под предводительством царевичей Ислям Герая и Сафа Герая вторглась в южнорусские владения и опустошила Рязанскую область. Царевичи осадили Рязань, но не смогли взять город штурмом. Русские воеводы нанесли ряд поражений отдельным крымским отрядам.
Летом 1534 года калга-султан Ислям Герай поднял мятеж против своего дяди и крымского хана Сахиб Герая. Хан разгромил своего племянника и изгнал его из Крыма. Крупные татарские беи сохранили верность Сахиб Гераю. Ислям Герай с небольшим количеством приверженцев укрылся в Перекопе. Таким образом, Крымское ханство было разделено на две часта. Северные степи от Перекопа контролировал Ислям Герай, а хану Сахиб Гераю подчинялся Крымский полуостров. Сахиб Герай обратился за помощью к османскому султану Сулейману Великолепному. Ислям Герай вступил в переговоры с великим князем литовским Сигизмундом Казимировичем и великим князем московским Василием III Ивановичем, а позднее с его сыном Иваном Васильевичем, добиваясь себе «поминков» и предупреждая о замыслах и действиях крымского хана Сахиба Герая.
Борьба Ислям Герая с Сахиб Гераем продолжалась с переменным успехом до 1537 года. В конце концов многие беи и мурзы покинули лагерь Ислям Герая и перешли на сторону его дяди. Вскоре от Исляма к Сахиб Гераю перешёл крупный ногайский мурза Баки-бей.
В 1537 году крымский хан Сахиб Герай организовал поход против Ислям Герая. Его лагерь под Перекопом был захвачен, но сам царевич вместе с семьёй бежал в ногайские улусы. В августе того же 1537 года претендент Ислям Герай был убит в результате внезапного налёта ногайским мирзой Баки, бывшим карачибеком крымских мангытов.